# Jozef Antoš
Jozef Antoš (2. prosince 1919 Újpest – 199?), v Maďarsku uváděný také jako Antos József [antoš jóžef] a nejčastěji jako Aknavölgyi József [aknavéldi jóžef], byl maďarský fotbalový brankář a trenér.

## Hráčská kariéra
V maďarské lize odchytal za Újpesti TE (1940–1942, 28 startů), Szegedi AK (1942–1943) a Vasas SC (1943–1946) celkem 112 zápasů. V roce 1946 působil krátce v rumunském klubu Dermata Kluž a poté se jako repatriant přesunul do Československa. V československé lize chytal za ŠK Bratislava (nynější Slovan) a jednou udržel čisté konto (v sobotu 17. května 1947 proti SK Libeň).
Po jedné sezoně v Československu odešel do Itálie. V dresu US Carrarese zasáhl do 10 utkání Serie B v ročníku 1947/48. V klubu strávil ještě jednu sezonu v Serii C a vrátil se do Maďarska.

### Prvoligová bilance
| Ročník          | Zápasy | Góly | Minuty | Nuly | Klub          |
| --------------- | ------ | ---- | ------ | ---- | ------------- |
| I. liga 1946/47 | 11     | 0    | 990    | 1    | ŠK Bratislava |
| CELKEM I. LIGA  | 11     | 0    | 990    | 1    |               |

## Trenérská kariéra
Po skončení hráčské kariéry se stal trenérem.